# Viserba
Viserba ist ein italienischer Touristenort und Fraktion der Gemeinde Rimini in der Region Emilia-Romagna mit 8556 Einwohnern.
Viserba liegt 4 km nördlich des historischen Zentrum von Rimini. Unmittelbar an der Küste der Adria liegt der Ort  nur zwei Meter über dem Meeresspiegel. Viserba grenzt direkt an die Gemeinden Viserbella und Rivabella.

## Name
Zu der Entstehung des Namens gibt es verschiedene Theorien. Als Julius Caesar zu Pferd im heutigen Viserba ankam, soll er gesagt haben: vidi herbam (lat.: ich habe Gras gesehen) oder aber vix herbam (lat.: kaum Gras).

## Sport
Die Volleyballmannschaft heißt Greenline Volley Viserba und spielt in der Liga B1. Viserbas Basketballmannschaft heißt Taz Viserba, wurde 2002 gegründet und spielt in der NBU Liga.

## Persönlichkeiten
- Alessandro Bonci (1870–1940), Tenor
- Elio Pagliarani (1927–2012), Dichter